# مالكوم ديفيز
مالكوم ديفيز (بالإنجليزية: Malcolm Davies)‏ هو لاعب دارت بريطاني، ولد في 28 نوفمبر 1962 في ويلز في المملكة المتحدة.

## وصلات خارجية
- مالكولم ديفيز على موقع DartsDatabase.co.uk (الإنجليزية)